# Silvio Gazzaniga
Silvio Gazzaniga (ur. 23 stycznia 1921 w Mediolanie, zm. 31 października 2016) – włoski rzeźbiarz, twórca Pucharu Świata FIFA wręczanego zwycięzcy mistrzostw świata w piłce nożnej od roku 1974.